# Formica archboldi
Formica archboldi este o specie de furnică din familia Formicidae. Sunt cunoscute pentru comportamentul lor anormal, care include colectarea și depozitarea craniilor de furnici Odontomachus (maxilare-capcană).
Furnicile Formica archboldi stochează aceste capete de furnici tăiate în cuiburi. Formica archboldi au mirosuri similare chimic cu mirosurile furnicilor cu falci capcane, ceea ce le-ar putea permite furnicilor Formica să se deghizeze printre furnicile cu maxilar capcană. Furnicile Formica imobilizează furnicile cu maxiar-capcană prin pulverizarea acidului formic, trăgându-le în cuib și dezmembrându-le.